# Protesterna i Belarus 2020–2021
Protesterna i Belarus 2020–2021 var en rad protester och politiska aktioner i samband med presidentvalet i Belarus 2020, framför allt riktade mot den belarusiska regimen och president Aleksandr Lukasjenko som suttit som Belarus president sedan landet blev självständigt 1991, första valet var 1994. Inför valet har människorättsorganisationer uppgett att 1 300 oppositionella greps.
På valdagen, söndagen den 9 augusti, utropade Aleksandr Lukasjenko sig som segrare med mer än 80% av rösterna. Detta fick folk att reagera och gå ut på gatorna i protest. Responsen från polisen var hård, med batonger och vattenkanoner. På valdagen greps 120 människor och en person dödades av den belarusiska polisen.
Den 14 augusti utropade oppositionsledaren Svjatlana Tsichanoŭskaja sig som segrare i presidentvalet, hon menade att hon hade fått 60-70% av rösterna.
Söndagen den 16 augusti samlades enligt vissa bedömare över hundratusen demonstranter i huvudstaden Minsk. Demonstranterna bar på den gamla Belarusiska folkrepublikens röda och vita flaggor, som har blivit en symbol för protesterna och en markering mot Lukasjenko.

## Upptrappningen inför valet
I maj 2020 börjar de belarusiska myndigheterna att strama åt oppositionen inför valet i augusti. Den oppositionelle kandidaten Mikola Statkevitj, som ställde upp i valet 2010, hindras den 19 maj från att kandidera med hänvisning till hans påstådda "kriminella förflutna". Han döms vid två tillfällen till femton dagars fängelse.
Tio dagar senare, den 29 maj, grips den populäre videobloggaren Siarhej Leanidavitj Tsichanouskij med följden att hans fru Svjatlana Tsichanouskaja utlyser sin kandidatur till valet och påbörjar en insamling av namnunderskrifter för att stödja sin kampanj. Vid ett möte i Grodno samma dag grips ca 50 personer av polisen.

## Höstens protester
I november 2020 blossade protesterna upp på nytt efter att den 31-årige Roman Bondarenko misshandlades till döds av maskerade män. Detta ledde till massiva protester och kravaller där polisen sköt tårgas och gummikulor mot demonstranterna. Över 700 demonstranter greps efter protesterna och 17 journalister frihetsberövades i samband med detta. Demonstrationerna fick även stöd från EU som fördömde Bondarenkos död.
Efter en lång tids protester i stora folkmassor i centrum ändrade protesterna i december 2020 form på grund av det ökade våldet från Lukasjenkos soldater till en sorts innergårdsprotester.

## Rysslands inblandning i protesterna
Den 27 augusti meddelade Rysslands president Vladimir Putin att en rysk polisenhet skulle skapas för att kunna gå in i Belarus, om Putin skulle bedöma det nödvändigt.
Den 25-26 november besökte Rysslands utrikesminister Sergej Lavrov Minsk för att möta Lukasjenko och Belarus utrikesminister Uladzimir Makej. Just efter mötet, den 27 november, öppnade Lukasjenko för att Belarus ska få en ny grundlag. De interna protesterna i landet, samt påtryckningar från Ryssland och sanktioner från EU verkar ha fått Lukasjenko att vilja förhandla med oppositionen.